# Клементінум

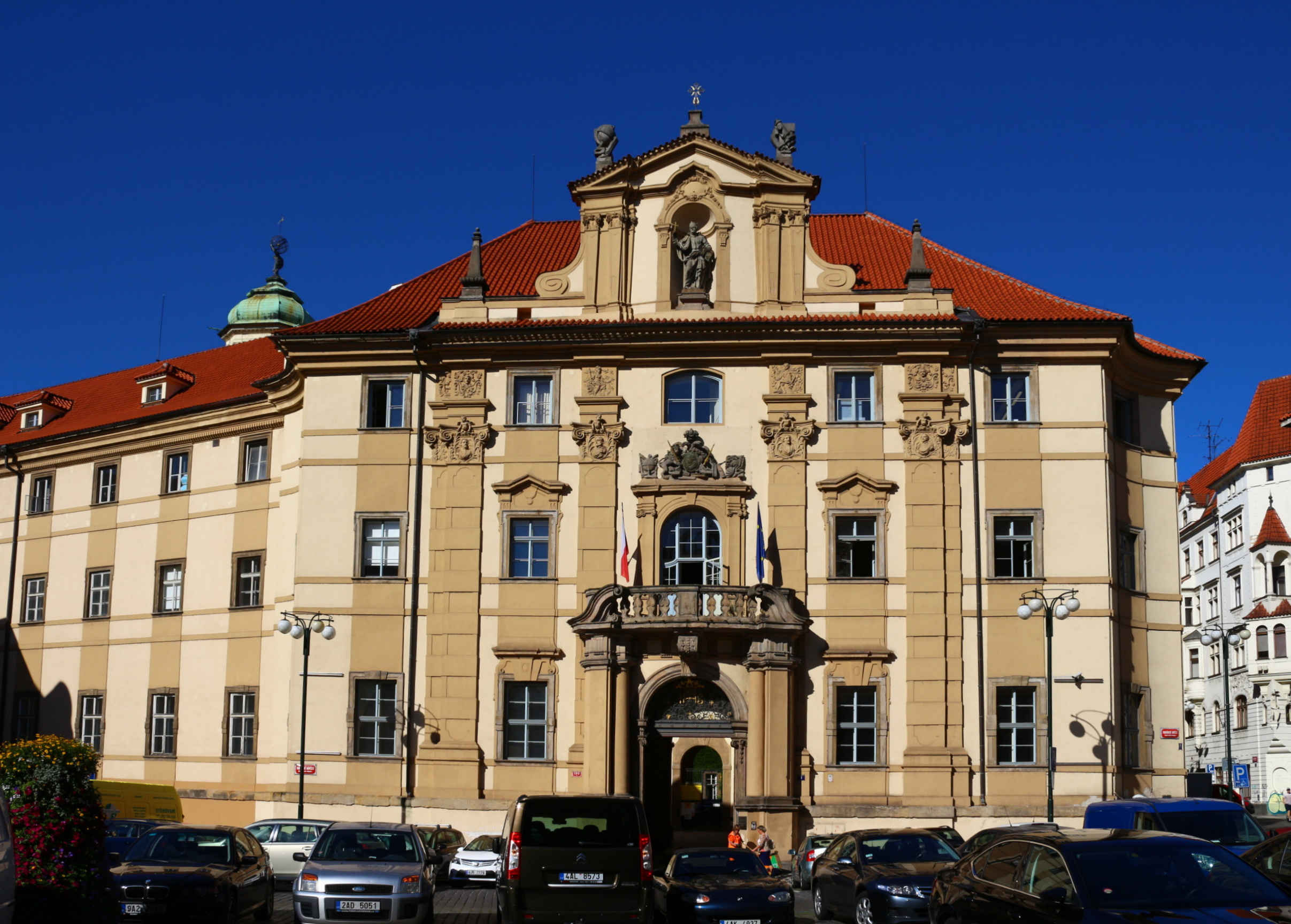
Східний вхід у Клементінум.

Клементі́нум (чеськ. Klementinum) — історичний комплекс будівель в стилі бароко в Празі. В будівлі працює Національна бібліотека Чеської Республіки. Історія Клементінума сягяє 11-го століття, коли на його місці існувала каплиця присвячена св. Клементу. В Середні віки був заснований домініканський монастир, який було перетворено на єзуїтський колегіум в 1556 році. В 1622 році єзуїти перенесли бібліотеку Карлового університету у Клементінум, а колегіум злився з університетом в 1654 році. Єзуїти залишалися у будівлі до 1773 року, коли імператриця Марія Терезія наказала утворити обсерваторію, бібліотеку та університет в Клементінумі. Від 1782 року у Клементінумі знаходяться фонди Національної бібліотеки. Також, до переїзду в нову сучасну будівлю на Дейвіце в 2009 році, тут розташовувалась Національна технічна бібліотека.